# 岐阜パルコ
岐阜パルコ(ぎふパルコ) は1976年から2006年まで、岐阜県岐阜市で営業していたファッションビル。

## 概要

### 開店までの経緯
紳士服店が発祥で1963年に百貨店として開業した前身の「山勝百貨店」は、1965年に柳ヶ瀬商店街で愛知県一宮市を本拠とする「グランドタマコシ」開店以降、各社総合スーパーが進出する岐阜市街地のなかで赤字体質から脱却できず、1973年4月に「西武百貨店」との資本提携を締結した。それにより改善策を試みるが振るわず、1976年7月に廃業された百貨店跡に10億円を投じた改装をして、1976年9月23日「岐阜PARCO」にリニューアルされて開店した。

### 開店当初
「岐阜PARCO」は池袋・渋谷・札幌に続く4号店で東海地方では初のパルコ出店であり、アパレル以外でも地下1階の飲食店街に当時の同地方では目新しいテナントが入っていたことと、1980年代に国内を拡く席巻したDCブランドブームの影響もあって名古屋方面から訪れる人も多かった。東側は岐阜市街地を南北に通じる主要道路長良橋通りに面し、名鉄岐阜駅前交差点の一角と立地の良さもあり待ち合わせ場所として定着するなど、時代の最先端であるランドマーク的存在として賑わいをみせた。

### 経営環境の変化
1989年にはより大型な「名古屋PARCO」と2000年の「ジェイアール名古屋タカシマヤ」の開店、1988年は岐阜市郊外の正木に立体駐車場を備えた「マーサ21」が開店、1990年代以降は岐阜市郊外で大型商業施設開業が相次いだ。岐阜市は世帯あたりの自動車保有台数が、全国平均を大きく上回る車社会が進んだ地域であった。そのため消費行動で渋滞と駐車場が懸念になる市街地から、広い駐車場が完備された郊外の商業施設へ客足が流出し市内のドーナツ化現象と、東海道本線快速で20分弱で行ける名古屋方面へのストロー効果が重なり、岐阜市街地の求心力が低下していった。
岐阜市街地の大型商業施設は名鉄岐阜駅周辺の「岐阜PARCO」の他に「新岐阜百貨店」「ダイエー岐阜店」、柳ヶ瀬地区は「岐阜近鉄百貨店」「岐阜髙島屋」「岐阜センサ」「岐阜メルサ」「長崎屋岐阜店」とオーバーストア状態で、1999年に柳ヶ瀬地区の「岐阜近鉄百貨店」閉店を発端に、2000年代に入ると市街地の大型商業施設は「岐阜髙島屋」を除いて閉店ラッシュを起こした。なお「岐阜髙島屋」も2024年に閉店したことで、岐阜市街地から大型商業施設が消滅している。

### 閉店発表
経営するパルコ (本社・東京都渋谷区) が、2005年(平成17年) 8月31日の取締役会で来年8月末での閉店を決定し発表した。2005年2月期は売上高24億8千9百万円でピーク時（1992年2月期）の三割程度まで落ち込み、減損会計の早期適用により赤字に陥っていた。経営環境の変化で売り上げが伸び悩み、建物が築45年と老朽化したことも重なっていたのが理由になった。閉鎖に伴う固定資産除却損などの特別損失は、約9億3千万円の予測。この年は長良橋通りを挟んで向かい側に建つ「新岐阜百貨店」の閉店と、名鉄岐阜市内線が全線廃止されている。2006年(平成18年) 8月20日を以って30年の歴史に幕を下ろした。

### 閉店後
山勝時代からの建物は閉店から一年ほどのちに解体され、跡地は学習塾の旧「名進研」次いでトヨタ系総合商社が取得し、跡地利用については2010年3月に岐阜市に設けられた"中心市街地活性化基本計画"に基づく官民による研究会で、市街地の空き店舗解消が急務であるとして商業施設誘致の可能性が検討されたが実現には至らず、2012年以来コインパーキングの状態が続いている。

## テナント
| 階数 | 主なテナント (入居時期不同・太字は開業時のテナント) |
| ---- | --- |
| 8F   | Aikyoku Disc Mart (CD)、ヒューマンアカデミー (資格・就転職の専門校) |
| 7F   | 王様のアイディア (アイディア商品)、自由書房 (書店)、フィラユーリン (切手・古銭) ポストホビー (模型店)、キリンクラフト (シルバーアクセサリー)、キロストア (古着販売) 泰誠館 (リラクゼーション)、ネイルアートサロン ミナヨ (ネイルサロン)、バニティスタジオ (輸入雑貨) |
| 6F   | 鈴乃屋 (きもの)、三松 (きもの)、無印良品 (インテリア・生活雑貨) |
| 5F   | コムサデモードメン (メンズウェア)、JUN MEN (メンズウェア)、TORNADO MART (メンズウェア) メンズティノラス (メンズウェア)、MENS BIGI (メンズウェア)、メンズメルローズ (メンズウェア) ROOTS (メンズウェア)                                                               |
| 4F   | ヴェールダンス (レディスウェア)、三愛水着楽園 (水着)、BOSCH (レディスウェア) PAGEBOY (レディスウェア)、vent fee (レディスウェア)、VIVAYOU (レディスウェア) レストローズ (レディスウェア)、チェントロ (バッグ)、ヴィレッジヴァンガード (書店)                         |
| 3F   | ARROW (レディスウェア)、YVETTE (レディスウェア)、パワープラント (レディスウェア) Fi.n.t (レディスウェア)、fran (アンダーウェア)、ブランチス (シューズ) ローズマリー (コスメ)                                                                                         |
| 2F   | クレイズ (レディスウェア)、パレオブルー (レディスウェア)、マージナルグラマー (レディスウェア) メトリーゼ (レディスウェア)、ラウレア (水着)、レッセパッセ (レディスウェア) アイプリモXY (ジュエリー)、マリー・クヮント (コスメ)                                       |
| 1F   | ココ山岡 (ジュエリー)、AR (レディスウェア)、ストロベリーフィールズ (レディスウェア) クラブポワン センガ (ジュエリー)、フラッグJ (シューズ) |
| B1F  | グリコア (ハンバーガー)、スガキヤ (ラーメン・甘味)、アパートメントマーケット (レディスウェア) グレイマジック (レディスウェア)、ゼロエミッション (レディスウェア)、DO!FAMILY (レディスウェア) ローリーズファーム (レディスウェア)、セブンス ヘブン (アクセサリー)     |